# FK Bunyodkor (féminines)
Maillots
Le Bunyodkor futbol klubi (en ouzbek : Буньодкор футбол клуби), plus couramment abrégé en FK Bunyodkor, est un club ouzbek de football féminin  basé à Tachkent, la capitale du pays. Il est la section féminine du club du même nom.

## Histoire
Le FK Bundyokor remporte le Championnat d'Ouzbékistan en 2018, puis en 2020. Il se qualifie alors pour le Championnat féminin des clubs de l'AFC 2021, terminant à la quatrième et dernière place.

## Bilan sportif

### Palmarès
| \| - Championnat d'Ouzbékistan féminin (2) : - Champion : 2018 et 2020. - Vice-champion : 2019. - Coupe d'Ouzbékistan féminine (2) : - Vainqueur : 2019 et 2020. - Finaliste : 2017. \| \| - Supercoupe d'Ouzbékistan féminine (2) : - Vainqueur : 2019 et 2020. \| |  |                                                                       |
| - Championnat d'Ouzbékistan féminin (2) : - Champion : 2018 et 2020. - Vice-champion : 2019. - Coupe d'Ouzbékistan féminine (2) : - Vainqueur : 2019 et 2020. - Finaliste : 2017.                                                                                   |  | - Supercoupe d'Ouzbékistan féminine (2) : - Vainqueur : 2019 et 2020. |

## Présidents du club
- Bedil Alimov